# Oribí
L'oribí (Ourebia ourebi) és un petit antílop africà de banyes rectes que viu a les praderies d'herba alta. Té costums nocturns i generalment viu en parelles o grups petits.
És un animal molt cautelós i espantadís, i, com altres espècies d'antílops petits, a vegades salta en vertical sobre el mateix lloc, per tal d'escodrinyar la seva proximitat a la cerca d'un enemic potencial.